# Godsvrede
Een godsvrede is een bestand, een pauze in de vijandelijkheden, met een religieuze achtergrond. Het verstoren van de godsvrede is een zwaar vergrijp tegen de god of goden.
Een voorbeeld uit de klassieke periode is de godsvrede tijdens de Olympische Spelen in de klassieke oudheid. Voor het begin van de spelen werd een heilige wapenstilstand afgekondigd. Deze duurde eerst vijf dagen, later zelfs drie maanden, om de bezoekers en atleten op weg naar Olympia te beschermen. De spondophoroi σπονδοφοροι waren speciaal aangesteld om deze wapenstilstand af te kondigen.
Het bekendste christelijke voorbeeld dateert uit de tijd toen het rijk van Karel de Grote steeds verder uiteen viel (10e en 11e eeuw) en het centrale gezag in Europa dreigde uiteen te vallen in een willekeurige verzameling feodale krijgsheren. De vele privé-oorlogjes waren een oorzaak van aanhoudende onveiligheid voor boeren en handelaren, maar ook voor de talrijke geestelijkheid in abdijen en kloosters. De Godsvredebeweging die uitging van de Abdij van Cluny was een poging deze veiligheid te herstellen, door in verschillende geheiligde perioden van het jaar, zoals de Advent en de Vasten, maar ook op verschillende feestdagen van de vele heiligen gevechtshandelingen te verbieden.
Er is een verband met de opkomst van de bedevaarten naar Santiago de Compostella, omdat feodale heren die zondigden tegen de Godsvrede als penitentie bijvoorbeeld mee moesten betalen aan de bouw van kathedralen en hospitia langs de verschillende pelgrimswegen, de pelgrims moesten helpen beschermen of zelf op bedevaart werden gestuurd.  Ook tijdens de Kruistochten werd doorgaans een godsvrede afgekondigd. De landsheren en hun ridders moesten hun domein kunnen achterlaten zonder zorgen, dat een thuisgebleven rivaal deze bij hun afwezigheid zou bemachtigen.
In recentere tijden betekent godsvrede: het staken van onderlinge twisten en het overstijgen van levensbeschouwelijke overtuigingen binnen een maatschappelijke groep om samen te werken aan een gemeenschappelijk hoger doel.